# Siegfried Frederick Nadel
Pour les articles homonymes, voir Nadel.
Siegfried Frederick Nadel, né le 24 avril 1903 à Lemberg et mort le 4 janvier 1956 à Canberra, est un anthropologue britannique, également musicologue et psychologue.

## Publications
- 1942 : A Black Byzantium (en français : Byzance noire : le royaume des Nupe au Nigéria, traduit par Marie-Édith Baudez. Paris, F. Maspero, 1971)
- 1947 : The Nuba
- 1951 : The Foundation of Social Anthropology
- 1954 : Nupe religion
- 1957 : The Theory of Social Structure (en français : La théorie de la structure sociale, traduit par Jeanne Favret. Éditions de Minuit, Paris, 1970)